# Aitziber Garmendia
Aitziber Garmendia Mendizabal (Zaldibia, Guipúzcoa, 10 de diciembre de 1982) es una actriz de cine, teatro y televisión y presentadora de televisión española.
Se hizo conocida a los dieciocho años por su papel en la serie Martin de ETB1. Actualmente, entre otros proyectos, conduce el programa Batek Daki (¡Quién sabe!, en español) en la cadena vasca de televisión ETB1, que emite en euskera.
Además de haber tomado parte en varias películas cinematográficas (entre ellas la exitosa Ocho apellidos vascos) también es habitual en el teatro, una de sus grandes pasiones y donde comenzó su carrera como actriz.

## Biografía
Comenzó haciendo teatro en la ikastola. Con 13 años interpretó su primera obra de teatro con el grupo de teatro de Beasáin (Guipúzcoa).
Se licenció en Derecho en la Universidad del País Vasco en el año 2008. Tras licenciarse en Derecho, ejerció durante poco tiempo como becaria en una notaría. Se diplomó en teatro y artes escénicas en el TAE Donostia (Taller de Artes Escénicas de Donostia-San Sebastián) (2000-2003).
Su primera actuación fue en la obra de Dario Fo Hitz egin dezagun sexuaz (Hablemos de sexo), representada en lengua vasca.
Aunque, como ella misma declara, es simplemente actriz, también ha presentado algún programa televisivo con gran éxito, como Batek Daki (¡Quién sabe!, en español), dentro del enfoque abierto y fresco del mismo encaja perfectamente su papel de actriz.
Actualmente colabora en el programa de televisión Gure kasa de ETB1 junto a los hermanos Antton Telleria y Julen Telleria. Además, nunca ha dejado de trabajar en el mundo del espectáculo, ya que hoy en día actúa en una obra de teatro de gran éxito llamada "Erlauntza" con la que está obteniendo una gran fama.

## Filmografía

### Televisión (selección)
- Barre librea, con Jon Plazaola, ETB1
- 2017-2020, Gure Kasa, con Julen Telleria y Antton Telleria, ETB1[11]
- 2017. Euskalduna naiz, eta zu? (Soy vasco, ¿y tú?). Programa sobre la idiosincrasia vasca de ETB1
- Mi querido Klikowsky, ETB1
- Martin, ETB1
- Sorginen laratza (La olla de las brujas)
- Irrikitan (Con ganas)
- Gazte sariak (Premios Gazteak)
- Finlandia
- El extraño anfitrión
- Zuek hor eta gu hemen (Vosotros ahí y nosotros aquí), ETB1
- Zuek hor! (Vosotros ahí), ETB1[12]
- Qué vida más triste (Episodio "Media naranja"), La Sexta
- Allí abajo (Episodio "La herencia"), Antena 3
- Machos alfa
- Gure Kasa, ETB1
- Muertos S.L., Movistar+

### Cine
- Sukalde kontuak
- Mugaldekoak
- Ocho apellidos vascos
- El extraño anfitrión
- Alaba Zintzoa
- Txarriboda
- La matanza

### Teatro (selección)
- 2018. Erlauntza. Un grupo de amigas de la infancia acude a una casa rural para celebrar la despedida de soltera de una de ellas. Pero los años no pasan en balde y aunque sientan un vínculo muy fuerte entre ellas, nada es lo que era; o sí…

- 2016. Representación especial en San Sebastián de Sueño de una noche de verano (2016), de William Shakespeare, junto a Gorka Otxoa y otros.[13][14]
- 2014. La Calma mágica, comedia dirigida por Alfredo Sanzol y en la que Aitziber representa dos papeles distintos al mismo tiempo.[4] Con los actores Sandra Ferrús, Martxelo Rubio, Aitor Mazo, Mireia Gabilondo e Iñaki Rikarte[15] (compañía Tanttaka Teatro), con música de Iñaki Salvador.
- 2014. El tipo de la tumba de al lado,[16][17] con Iker Galartza, basada en una novela de la escritora Katarina Mazetti (compañía Tanttaka Teatro).
- 2011. Baginaren bakarrizketak (Monólogos de la vagina), con Ainhoa Garai.[18]
- Hitz egin dezagun sexuaz (Hablemos de sexo)
- Historias terraterrestres
- Irrikitan
- Xomorroak
- La domadora de fieras
- Mujeres en sus camas
- Emakumeak izarapean
- Arrainen bazka
- Wilt
- Kafka eta panpina bidaiaria